# Śnieżka (imię)
Śnieżka – imię żeńskie. Ma ono związek z serbsko-chorwackim imieniem Sniega, które stanowiło dwuczłonowe imię złożone z członu S- i -niega, por. Dobroniega.

## Fikcyjne postacie o tym imieniu
- Królewna Śnieżka – bohaterka baśni